# Dorothy Abbott
Dorothy Abbott (Kansas City, Misuri, Estados Unidos; 16 de diciembre de 1920 - Los Ángeles, California, Estados Unidos; 15 de diciembre de 1968) fue una modelo y actriz estadounidense de cine y televisión.

## Biografía
En su juventud trabajó como corista en Las Vegas, en el Hotel Flamingo donde era conocida como "la chica con el brazo de oro" y en el teatro-restaurante Earl Carroll's en Sunset Boulevard en Los Ángeles. Posteriormente fue contratada por la Paramount, con la que realizó algunos papeles breves en varias películas.
Era todavía una corista en Las Vegas cuando comenzó a actuar como extra en la película The Razors Edge (1946). Sus otros créditos cinematográficos incluyen Road to Rio (1947), Red, Hot and Blue(1949), The Caddy (1953), Rebel Without a Cause (1955), Jailhouse Rock (1957) y sargentos 3 (1962). En televisión, apareció en Dragnet, Ford Theatre, The Adventures of Ozzie & Harriet y Leave it to Beaver.

## Carrera
Abbott tuvo una breve pero importante carrera en varios films y series televisivas.

## Vida privada
Se casó con el actor Rudy Díaz en 1949, cuando él trabajaba como oficial de policía. Se separaron en 1968, el mismo año de su suicidio.

## Últimos años y suicidio
Dorothy Abbott le dedicó una parte de su corta vida a vender bienes raíces en sus últimos años. Se suicidó después de la ruptura con su matrimonio con Rudy Díaz, justo un día antes de su cumpleaños número 48. Sus restos descansan en el Rose Hills Memorial Park, en el condado de Los Ángeles, California.

## Filmografía
| Año             | Película                               | Papel                           | Notas                                       |
| --------------- | -------------------------------------- | ------------------------------- | ------------------------------------------- |
| 1946            | The Razor's Edge                       | Corista                         | No acreditada                               |
| 1947            | Road to Rio                            | Chica del Show                  | No acreditada                               |
| 1948            | If You Knew Susie                      | Modelo                          | No acreditada                               |
| 1948            | Beyond Glory                           | Chica de fiesta                 | No acreditada                               |
| 1948            | Night Has a Thousand Eyes              | Mucama                          | No acreditada                               |
| 1948            | Words and Music                        | Corista                         | No acreditada                               |
| 1948            | The Paleface                           | Personaje menor                 | No acreditada                               |
| 1949            | Take Me Out to the Ball Game           | Bailarina                       | No acreditada                               |
| 1949            | Little Women                           | Colegiala                       | No acreditada                               |
| 1949            | Neptune's Daughter                     | Modelo                          | No acreditada                               |
| 1949            | Red, Hot and Blue                      | La reina                        |                                             |
| 1949            | Angels in Disguise                     | Enfermera recepcionista         | No acreditada                               |
| 1949            | East Side, West Side                   | Modelo                          | No acreditada                               |
| 1950            | Annie Get Your Gun                     | Mujer de carrito                | No acreditada                               |
| 1950            | Where Danger Lives                     | Enfermera                       | No acreditada                               |
| 1950            | The Petty Girl                         | Chica de diciembre              | No acreditada                               |
| 1950            | A Life of Her Own                      | Modelo                          | No acreditada                               |
| 1950            | Copper Canyon                          | Corista                         | No acreditada                               |
| 1951            | His Kind of Woman                      | Jugador de naipes               | No acreditada                               |
| 1951            | My Favorite Spy                        | Muchacha bonita                 | No acreditada                               |
| 1952            | The Las Vegas Story                    | Mesera                          | No acreditada                               |
| 1952            | Aaron Slick from Punkin Crick          | Corista                         | No acreditada                               |
| 1952            | Skirts Ahoy!                           | WAC                             | No acreditada                               |
| 1953            | The Caddy                              | Chica en el ventilador          | No acreditada                               |
| 1953            | A Virgin in Hollywood                  | Darla Sloan                     |                                             |
| 1953            | Give a Girl a Break                    | Chorine                         | No acreditada                               |
| 1953 - 954      | Dragnet (serie televisiva)             | Ann Baker                       | 6 Episodios                                 |
| 1954            | There's No Business Like Show Business | Corista                         | No acreditada                               |
| 1955            | It's a Great Life                      | primera bailarina               | Episodio: "The Missing Husband"             |
| 1955            | Love Me or Leave Me                    | Bailarina                       | No acreditada                               |
| 1955            | Rebel Without a Cause                  | Enfermera                       | No acreditada                               |
| 1956            | Pardners                               | Muchacha de baile de salón      | No acreditada                               |
| 1956            | Everything but the Truth               | Anfitriona                      | No acreditada                               |
| 1956            | The Great Man                          | Azafata                         | No acreditada                               |
| 1956 - 1960     | The Adventures of Ozzie and Harriet    | Varios personajes               | 4 Episodios                                 |
| 1956 hasta 1961 | The Adventures of Ozzie & Harriet      | Varios personajes               | 11 Episodios                                |
| 1957            | Gunfight at the O.K. Corral            | Muchacha                        | No acreditada                               |
| 1957            | Jet Pilot                              | Muchacha                        | No acreditada                               |
| 1957            | Jailhouse Rock                         | Mujer en restaurante            | No acreditada                               |
| 1957            | The Unholy Wife                        | Mesera                          | No acreditada                               |
| 1958            | South Pacific                          | Enfermera de Acción de Gracias  |                                             |
| 1958            | Rock-A-Bye Baby                        | Secretaria                      | No acreditada                               |
| 1960            | The Apartment                          | Oficinista                      | No acreditada                               |
| 1960            | Pepe                                   | Muchacha                        | No acreditada                               |
| 1961            | Bachelor in Paradise                   | Personaje menor                 | No acreditada                               |
| 1961            | Lover Come Back                        | Recepcionista de bracket        | No acreditada                               |
| 962             | Sergeants 3                            | Sra. Collingwood                | No acreditada                               |
| 1962            | That Touch of Mink                     | Azafata                         | No acreditada                               |
| 1963            | Leave It to Beaver                     | Señorita Walker / la secretaria | 2 Episodios                                 |
| 1963            | A Gathering of Eagles                  | Sra. Josten                     | No acreditada                               |
| 1963            | Palm Springs Weekend                   | Operadora de radio              | No acreditada                               |
| 1964            | Quick, Before It Melts                 | Señorita Feeley                 | No acreditada                               |
| 1964            | Dear Heart                             | Veronica                        | No acreditada. Último personaje de película |